# Spica (ster)

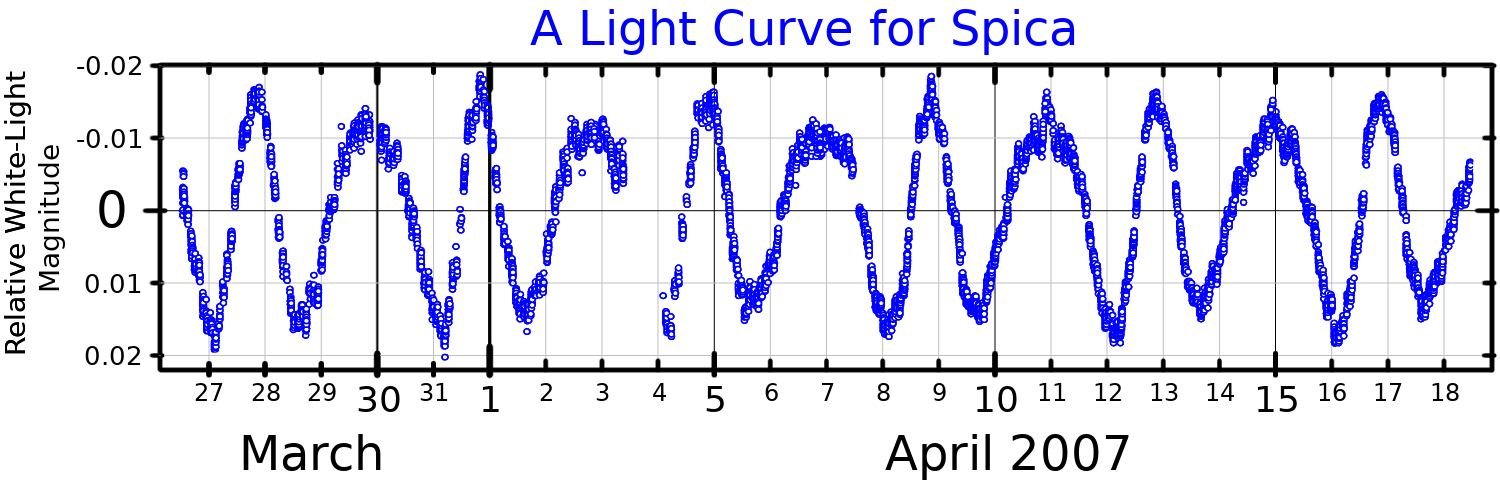
Lichtkromme van Spica

Spica (alpha Virginis) is de helderste ster in het sterrenbeeld Maagd (Virgo).
De ster staat ook bekend als Azimech, Spica Virginis en Alaraph, Spica is Latijn voor "Korenaar". De hoofdster bestaat uit twee sterren die zo dicht bij elkaar staan dat de lichtsterkte varieert met de omlooptijd, het is echter geen bedekkingsvariabele zoals Algol. Het is een van de heetste heldere sterren, met een oppervlaktetemperatuur voor de hoofdster van 22400 kelvin.
Spica is aan de sterrenhemel eenvoudig te vinden door van de steel van het "steelpannetje" (Grote Beer) een boog via de ster Arcturus in zuidelijke richting door te trekken. Doordat Spica vlak bij de ecliptica staat, wordt zij herhaaldelijk door de maan bedekt.

## Siderische astrologie
Spica wordt gebruikt als ijkpunt in diverse ayanamshas in de siderische astrologie. Bij Lahiri dat gebruikt wordt om de officiële Hindu feestdagen vast te leggen, is Spica 0°00' van het sterrenbeeld Weegschaal (sterrenbeeld Maagd is een groter sterrenbeeld dan het astrologische teken Maagd dat 30° is). Ook in de Westerse siderische astrologie onder andere in de ijking Fagan-Bradley wordt Spica gebruikt, hier als 29°06' van het teken Maagd. Dit in tegenstelling tot de Tropische astrologie die het lentepunt tot 0°00' Ram maakt.

## Culminatie van Spica
Als Spica, gezien vanuit de Benelux, 's nachts culmineert, dan kunnen pogingen ondernomen worden om op hetzelfde moment de laagstaande ster Iota Centauri op te sporen. Deze ster klimt slechts twee graden boven de zuidelijke horizon. De schijnbare magnitude van Iota Centauri is 3, hetgeen betekent dat deze ster gemakkelijk met het ongewapende oog kan worden waargenomen. Door de lage stand echter is het aan te raden om deze ster met behulp van een verrekijker of telescoop waar te nemen.